# 1992-es Ázsia-kupa
Az 1992-es Ázsia-kupa volt a tizedik kontinentális labdarúgótorna az Ázsia-kupa történetében. A zárókört Japánban rendezték 1992. október 29. és november 8. között. A kupát a házigazda Japán válogatottja nyerte meg, miután a döntőben 1–0 arányban legyőzte a kétszeres címvédő Szaúd-Arábiát.

## Résztvevők
| - Japán (rendező) - Szaúd-Arábia (címvédő) - Kína - Irán | - Észak-Korea - Katar - Thaiföld - Egyesült Arab Emírségek |

## Csoportkör
Minden időpont helyi idő szerint értendő. (UTC+9)

### A csoport
| Csapat                  | J | Gy | D | V | Rg | Kg | Gk | P |
| ----------------------- | - | -- | - | - | -- | -- | -- | - |
| Japán                   | 3 | 1  | 2 | 0 | 2  | 1  | +1 | 4 |
| Egyesült Arab Emírségek | 3 | 1  | 2 | 0 | 2  | 1  | +1 | 4 |
| Irán                    | 3 | 1  | 1 | 1 | 2  | 1  | +1 | 3 |
| Észak-Korea             | 3 | 0  | 1 | 2 | 2  | 5  | –3 | 1 |

| 1992. október 30. 17:00 |

| Észak-Korea | 0–2               | Irán                   |
| ----------- | ----------------- | ---------------------- |
|             | (0–1) Jegyzőkönyv | Piusz 30' Gájegrán 80' |

| Bingo Sport Park, Onomicsi Nézőszám: 8 000 Játékvezető: Omer Saleh Al Mehannah (Szaúd-arábiai) |

| 1992. október 30. 19:00 |

| Japán | 0–0         | Egyesült Arab Emírségek |
| ----- | ----------- | ----------------------- |
|       | Jegyzőkönyv |                         |

| Bingo Sport Park, Onomicsi Nézőszám: 10 000 Játékvezető: Wei Jihong (kínai) |

| 1992. november 1. 12:00 |

| Irán | 0–0         | Egyesült Arab Emírségek |
| ---- | ----------- | ----------------------- |
|      | Jegyzőkönyv |                         |

| Hiroshima Big Arch, Hirosima Nézőszám: 25 000 Játékvezető: Dzsamál as-Saríf (Szíriai) |

| 1992. november 1. 14:00 |

| Japán        | 1–1               | Észak-Korea                  |
| ------------ | ----------------- | ---------------------------- |
| Nakajama 80' | (0–1) Jegyzőkönyv | Kim Gwang-Min 29' (11-esből) |

| Hiroshima Big Arch, Hirosima Nézőszám: 32 000 Játékvezető: Rasíd al-Dzsasszász (kuvaiti) |

| 1992. november 3. 12:00 |

| Egyesült Arab Emírségek | 2–1               | Észak-Korea       |
| ----------------------- | ----------------- | ----------------- |
| H. Szaad 81' Bahít 85'  | (0–0) Jegyzőkönyv | Kim Gwang-Min 69' |

| Hiroshima Big Arch, Hirosima Nézőszám: 33 000 Játékvezető: Nezsi Zsujni (tunéziai) |

| 1992. november 3. 14:00 |

| Japán     | 1–0               | Irán |
| --------- | ----------------- | ---- |
| Miura 87' | (0–0) Jegyzőkönyv |      |

| Hiroshima Big Arch, Hirosima Nézőszám: 37 000 Játékvezető: Dzsamál as-Saríf (szíriai) |

### B csoport
| Csapat       | J | Gy | D | V | Rg | Kg | Gk | P |
| ------------ | - | -- | - | - | -- | -- | -- | - |
| Szaúd-Arábia | 3 | 1  | 2 | 0 | 6  | 2  | +4 | 4 |
| Kína         | 3 | 1  | 2 | 0 | 3  | 2  | +1 | 4 |
| Katar        | 3 | 0  | 2 | 1 | 3  | 4  | –1 | 2 |
| Thaiföld     | 3 | 0  | 2 | 1 | 1  | 5  | –4 | 2 |

| 1992. október 29. 17:00 |

| Szaúd-Arábia | 1–1               | Kína        |
| ------------ | ----------------- | ----------- |
| Szunaján 17' | (1–1) Jegyzőkönyv | Li Bing 41' |

| Hiroshima Big Arch, Hirosima Nézőszám: 15 000 Játékvezető: Obata Sinicsiró (japán) |

| 1992. október 29. 19:00 |

| Thaiföld         | 1–1               | Katar     |
| ---------------- | ----------------- | --------- |
| Areesngarkul 42' | (1–0) Jegyzőkönyv | Szúfi 81' |

| Hiroshima Big Arch, Hirosima Nézőszám: 21 000 Játékvezető: Hoszein Hushán (iráni) |

| 1992. október 31. 13:00 |

| Szaúd-Arábia | 1–1               | Katar        |
| ------------ | ----------------- | ------------ |
| Muvallid 86' | (0–0) Jegyzőkönyv | Musztafa 74' |

| Hiroshima Big Arch, Hirosima Nézőszám: 4 000 Játékvezető: Nezsi Zsujni (tunéziai) |

| 1992. október 31. 15:00 |

| Kína | 0–0         | Thaiföld |
| ---- | ----------- | -------- |
|      | Jegyzőkönyv |          |

| Hiroshima Big Arch, Hirosima Nézőszám: 5 000 Játékvezető: Noh Byung-Il (Dél-koreai) |

| 1992. november 2. 17:00 |

| Szaúd-Arábia                         | 4–0               | Thaiföld |
| ------------------------------------ | ----------------- | -------- |
| Ovajrán 4' Bísi 19' 72' Szunaján 64' | (2–0) Jegyzőkönyv |          |

| Bingo Sport Park, Onomicsi Nézőszám: 4 000 Játékvezető: Ali Búdzsszajm (Arab emírségekbeli) |

| 1992. november 2. 19:00 |

| Katar        | 1–2               | Kína                |
| ------------ | ----------------- | ------------------- |
| Szulajti 20' | (1–1) Jegyzőkönyv | Peng Weiguo 44' 58' |

| Bingo Sport Park, Onomicsi Nézőszám: 4 500 Játékvezető: Badara Sène (szenegáli) |

## Egyenes kieséses szakasz
|  |                         |                         |              |                        |   |       |       |       |
|  | Elődöntők               | Elődöntők               | Elődöntők    |                        |   | Döntő | Döntő | Döntő |
|  | Elődöntők               | Elődöntők               | Elődöntők    |                        |   | Döntő | Döntő | Döntő |
|  | november 6. – Hirosima  |                         |              |                        |   |       |       |       |
|  |                         |                         |              |                        |   |       |       |       |
|  | A1                      | Japán                   | 3            |                        |   |       |       |       |
|  | A1                      | Japán                   | 3            | november 8. – Hirosima |   |       |       |       |
|  | B2                      | Kína                    | 2            |                        |   |       |       |       |
|  | B2                      | Kína                    | 2            |                        |   | Japán | Japán | 1     |
|  | november 6. – Hirosima  |                         |              |                        |   | Japán | Japán | 1     |
|  |                         |                         | Szaúd-Arábia | Szaúd-Arábia           | 0 |       |       |       |
|  | B1                      | Szaúd-Arábia            | Szaúd-Arábia | Szaúd-Arábia           | 0 | 2     |       |       |
|  | B1                      | Szaúd-Arábia            |              |                        |   |       |       |       |
|  | A2                      | Egyesült Arab Emírségek | 0            |                        |   |       |       |       |
|  | A2                      | Egyesült Arab Emírségek | 0            | Bronzmérkőzés          |   |       |       |       |
|  |                         |                         |              |                        |   |       |       |       |
|  | november 8. – Hirosima  |                         |              |                        |   |       |       |       |
|  |                         |                         |              |                        |   |       |       |       |
|  | Kína                    | Kína                    | 0 (4)        |                        |   |       |       |       |
|  | Kína                    | Kína                    | 0 (4)        |                        |   |       |       |       |
|  | Egyesült Arab Emírségek | Egyesült Arab Emírségek | 0 (3)        |                        |   |       |       |       |
|  | Egyesült Arab Emírségek | Egyesült Arab Emírségek | 0 (3)        |                        |   |       |       |       |

### Elődöntők
| 1992. november 6. 16:30 |

| Japán                                | 3–2               | Kína                     |
| ------------------------------------ | ----------------- | ------------------------ |
| Fukuda 48' Kitazava 57' Nakajama 84' | (0–1) Jegyzőkönyv | Xie Yuxin 1' Li Xiao 70' |

| Hirosima Stadion, Hirosima Nézőszám: 15 000 Játékvezető: Hoszein Hushán (iráni) |

| 1992. november 6. 19:00 |

| Szaúd-Arábia         | 2–0               | Egyesült Arab Emírségek |
| -------------------- | ----------------- | ----------------------- |
| Ovajrán 67' Bísi 80' | (0–0) Jegyzőkönyv |                         |

| Hirosima Stadion, Hirosima Nézőszám: 12 000 Játékvezető: Rasíd al-Dzsasszász (kuvaiti) |

### Bronzmérkőzés
| 1992. november 8. 12:00 |

| Kína            | 1–1 (h. u.)                 | Egyesült Arab Emírségek |
| --------------- | --------------------------- | ----------------------- |
| Hao Haidong 15' | (1–1, 1–1, 1–1) Jegyzőkönyv | Iszmáíl 10'             |
| Büntetőpárbaj   |                             |                         |
|                 | 4–3                         |                         |

| Hiroshima Big Arch, Hirosima Nézőszám: 40 000 Játékvezető: Nezsi Zsujni (tunéziai) |

### Döntő
| 1992. november 8. 14:35 |

| Japán      | 1–0               | Szaúd-Arábia |
| ---------- | ----------------- | ------------ |
| Takagi 36' | (1–0) Jegyzőkönyv |              |

| Hiroshima Big Arch, Hirosima Nézőszám: 60 000 Játékvezető: Dzsamál as-Saríf (szíriai) |

## Győztes
| Az 1992-es Ázsia-kupa győztese |
| ------------------------------ |
| JAPÁN 1. cím                   |

## Díjak

### MVP (Legértékesebb játékos)
- Miura Kazuosi

### Gólkirály
- Fahad al-Bísi - 3 góllal

## Gólszerzők
| 3 gólos - Fahad al-Bísi 2 gólos - Peng Weiguo - Nakajama Maszasi - Kim Gwang-Min - Szaíd al-Ovajrán - Júszuf asz-Szunaján | 1 gólos - Xie Yuxin - Li Ping - Li Xiao - Hao Haidong - Szirusz Gájegrán - Farsád Piusz - Miura Kazuosi - Fukuda Maszahiro - Kitazava Cujosi - Takagi Takuja - Mubárak Musztafa - Halífa asz-Szulajti - Mahmúd Szúfi - Hálid al-Muvallid - Thanis Areesngarkul - Hálid Iszmáíl - Hamísz Szaad - Zuhajr Bahít |